# Velký Izrael

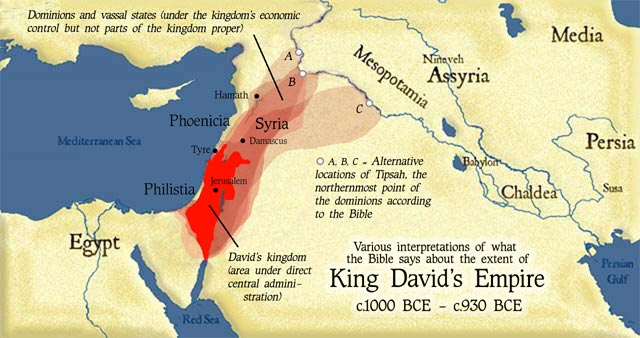
Mapa různých interpretací území ovládaného za dob krále Davida

Velký Izrael (hebrejsky: ארץ ישראל השלמה, Erec Jisra'el ha-Šlema, doslova úplná země izraelská) je vyjádření několika biblických a politických představ, které se v minulosti měnily.
V současné době je nejběžnější definicí Velkého Izraele území nynějšího Izraele společně s palestinskými územími. Dřívější definice, prosazovaná revizionistickým sionismem, zahrnovala celé území bývalého britského mandátu Palestina (jak s Jordánskem, tak i bez něj). Náboženská vymezení tohoto názvu země izraelské lze nalézt v Genesis 15:18-21, Numeri 34:1-15 či v knize Ezechiel 47:13-20.

## Stát Izrael, Západní břeh a Pásmo Gazy
V současné době se v Izraeli při diskusi o hranicích „Velkého Izraele“ obecně mluví o území Izraele, palestinských území a území bývalého britského mandátu. Kvůli kontroverznosti tohoto výrazu je však častěji používán termín země izraelská.
Joel Greenberg píšící pro deník The New York Times napsal: „Když byl v roce 1948 založen Izrael, tak vedení dělnického sionismu, které začalo po další tři desetiletí Izraeli vládnout, přijalo pragmatické rozdělení britského mandátu na nezávislý židovský a arabský stát. Tehdejší opoziční revizioničtí sionisté, kteří se transformovali v současnou stranu Likud, usilovali o Erec Jisra'el ha-Šlema – Velký Izrael – nebo doslovně úplnou zemi izraelskou. Zabrání území okupovaných od šestidenní války v roce 1967 vedlo k růstu mimoparlamentního Hnutí za Velký Izrael a výstavbu izraelských osad. Volby v roce 1977, které vynesly k moci Likud, měly také značný vliv na přijetí a odmítnutí tohoto termínu.“ Greenberg pokračuje:
Semínko bylo zaseto v roce 1977, když Menachem Begin z Likudu vůbec poprvé přivedl svou stranu k ohromujícímu volebnímu vítězství nad Stranou práce. O deset let dříve, během šestidenní války, izraelské jednotky ve skutečnosti obsazením Západního břehu a Pásma Gazy anulovaly rozdělení (viz zelená linie) přijaté v roce 1948. Od té doby pan Begin kázal nehynoucí věrnost tomu, co nazýval Judea a Samaří (území Západního břehu) a podporoval tam židovské osadnictví. Poté, co nastoupil do úřadu však Západní břeh a Gazu neanektoval, neboť si uvědomoval, že přijetí takového množství Palestinců by přeměnilo Izrael z židovského státu na dvounárodní stát.
Jicchak Šamir byl oddaný zastánce Velkého Izraele a jako izraelský premiér se zasadil o finanční podporu osadnického hnutí, čímž s ním dal vládní souhlas.
Dne 14. září 2008 prohlásil tehdejší izraelský premiér Ehud Olmert: „Velký Izrael je pryč. Žádná taková věc neexistuje. Každý kdo tuto myšlenku (Velkého Izraele) zastává klame sám sebe.“
Stejné území, tj. „od řeky k moři“ je Organizací pro osvobození Palestiny (OOP) a Hamasem označováno jako Palestina.
Hillel Weiss, profesor na Bar-Ilanově univerzitě, hlásá nezbytnost znovu-vybudování Chrámu a židovské vlády nad Velkým Izraelem. Rabbi Meir Kahane, zavražděný židovský vůdce a člen Knesetu, který založil American Jewish Defence League, a strana Kach rovněž podporovala ideu Velkého Izraele a další revizionistické myšlenky.

## Země zaslíbená

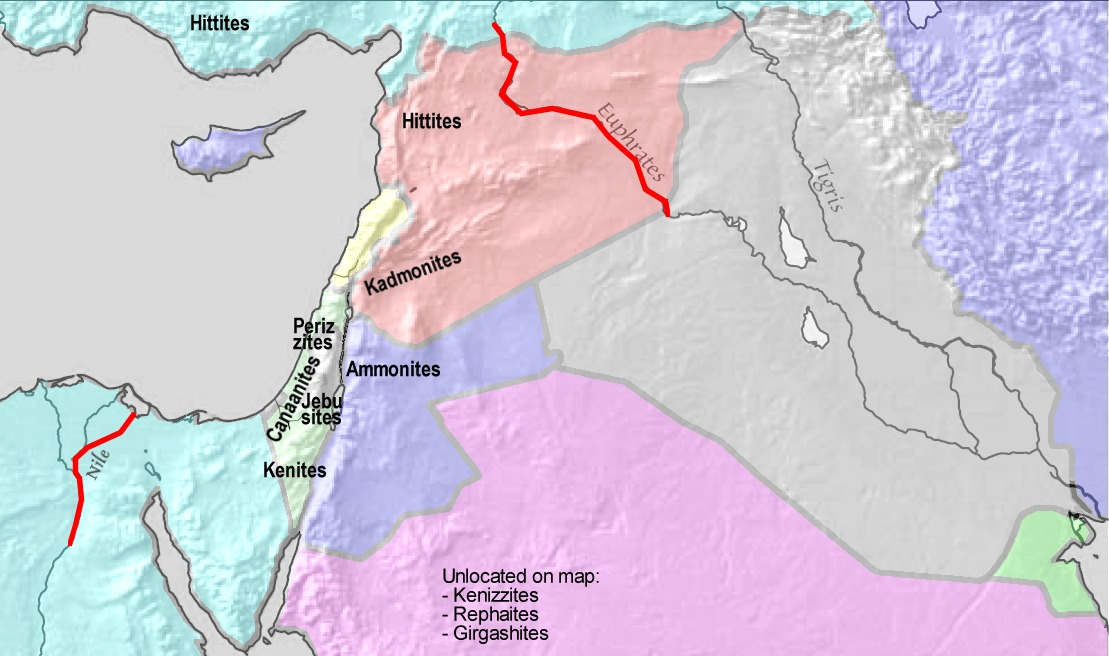
Hypotetická mapa Velkého Izraele odvozena z jeho popisu v knize Genesis 15:18-21

Velký Izrael se příležitostně označuje jako Země zaslíbená (zmíněno v Genesis 15:18-21) či země izraelská a je rovněž označován jako úplná země izraelská (hebrejsky: ארץ ישראל השלמה‎, Erec Jisra'el ha-Šlema).
V Tanachu jsou tři geografické definice země izraelské. První, nacházející se v Genesis 15:18-21, je vágní. Popisuje velké území „od řeky Egyptské až k řece veliké, řece Eufratu“ a zahrnuje území moderního Izraele, palestinská území, Libanon a velké části Sýrie, Jordánska a Egypta. Části dnešního Iráku, Saúdské Arábie a Turecka spadající pod toto území jsou diskutabilní.
Další dvě definice se nacházejí v Numeri 34:1-15 a knize Ezechiel 47:13-20 a popisují menší území.

### Kontroverze 10 agorot
Někteří arabští nacionalisté obviňují sionisty z úmyslu rozšířit území Izraele od Nilu po Eufrat. Mezi nejznámější takové obvinění patří takzvaná kontroverze 10 agorot, při které někdejší předseda OOP Jásir Arafat v roce 1988 obvinil Izrael kvůli rubu mince nominální hodnoty 10 agorot, jelikož podle něj znázorňovala mapu historického Velkého Izraele.

## Mandátní Palestina

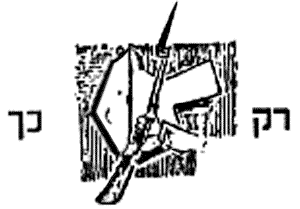
Emblém Irgunu s puškou a bajonetem na pozadí mapy Velkého Izraele a nápisem Rak kach! („Jedině takto!“)

Nejstarší revizionistické skupiny jako Betar či Irgun považovaly za Velký Izrael celé území britského mandátu Palestina, včetně Zajordánska.